# Vliegveld Maaldrift
Vliegveld Maaldrift is een voormalig vliegterrein in Wassenaar, Zuid-Holland. Het terrein werd voor de Tweede Wereldoorlog gebruikt door de KLM en de Koninklijke Luchtmacht. Het was een voorloper van het Vliegkamp Valkenburg.  
Rond 1900 werd het terrein gebruikt als exercitieterrein en waren er schietbanen. In 1916 kreeg het de status 'noodvliegveld'.
Het terrein werd rond 1920 gebruikt door de KLM, dat vloog vanaf het vliegveld. Al snel vertrok de KLM naar Schiphol. De gebouwen die inmiddels op het veld gebouwd waren kregen een andere bestemming. Zo is een hangaar van de KLM later gebruikt als tennishal.
Van  stationering op Maaldrift is geen sprake geweest. Wel is het terrein door de luchtmacht gebruikt als uitwijkhaven en noodvliegveld. In 1920 werd het vliegveld bezocht door het 'IJzeren Escadrille', met vijf Spijker trainingstoestellen. Reden van het bezoek was de voorbereiding van een demonstratie voor de Marinedag, boven Den Haag. Het veld werd vooral voor dergelijke gelegenheden gebruikt.
Vanaf 1933 heette het vliegveld 'Zweefvliegveld Maaldrift' en werd het gebruikt door zweefvliegers.
In 1952 vestigde zich de 'Verificatie van Rijkszeevaartinstrumenten' in de buurt van het voormalige veld. Deze instelling vertrok in 1988 naar Oegstgeest.
Van het vliegveld is weinig over. De voormalige 'verkeerstoren' is in gebruik als winkel van een tennisclub. Defensiecomplex Maaldrift van de Koninklijke Landmacht is gevestigd op de plaats van het voormalige vliegveld. Het werd bijvoorbeeld gebruikt in 2014 tijdens de Nuclear Security Summit 2014 in Den Haag, toen vonden er bommenchecks op auto's plaats. Naast het complex en de tennisclub is er een bedrijventerrein ontstaan, industrieterrein Maaldrift, en er is een camping te vinden.